# Sindaci di Fiorano Modenese

Stemma del Comune di Fiorano Modenese

Elenco dei Sindaci di Fiorano Modenese in ordine cronologico dal 1946 a oggi.

## Regno d'Italia (1861-1946)
| Sindaci nominati dal Comitato di Liberazione Nazionale (1945-1946) | Sindaci nominati dal Comitato di Liberazione Nazionale (1945-1946) | Sindaci nominati dal Comitato di Liberazione Nazionale (1945-1946) | Sindaci nominati dal Comitato di Liberazione Nazionale (1945-1946) | Sindaci nominati dal Comitato di Liberazione Nazionale (1945-1946) |
| Nominativo                                                         | Partito                                                            | Partito                                                            | Mandato                                                            | Mandato                                                            |
| Nominativo                                                         | Partito                                                            | Partito                                                            | Inizio                                                             | Fine                                                               |
| ------------------------------------------------------------------ | ------------------------------------------------------------------ | ------------------------------------------------------------------ | ------------------------------------------------------------------ | ------------------------------------------------------------------ |
| Vittorio Guastalla                                                 |                                                                    | Partito Socialista Italiano di Unità Proletaria                    | 14 luglio 1945                                                     | 31 marzo 1946                                                      |

## Repubblica Italiana (dal 1946)
| Sindaci eletti dal Consiglio comunale (1946-1995)        | Sindaci eletti dal Consiglio comunale (1946-1995) | Sindaci eletti dal Consiglio comunale (1946-1995) | Sindaci eletti dal Consiglio comunale (1946-1995) | Sindaci eletti dal Consiglio comunale (1946-1995) | Sindaci eletti dal Consiglio comunale (1946-1995) | Sindaci eletti dal Consiglio comunale (1946-1995) |
| Nominativo                                               | Partito                                           | Partito                                           | Giunta                                            | Giunta                                            | Mandato                                           | Mandato                                           |
| Nominativo                                               | Partito                                           | Partito                                           | Giunta                                            | Giunta                                            | Inizio                                            | Fine                                              |
| -------------------------------------------------------- | ------------------------------------------------- | ------------------------------------------------- | ------------------------------------------------- | ------------------------------------------------- | ------------------------------------------------- | ------------------------------------------------- |
| Vittorio Guastalla                                       |                                                   | Partito Socialista Italiano di Unità Proletaria   |                                                   | PSIUP-PCI-Ind.                                    | 31 marzo 1946                                     | 19 ottobre 1947                                   |
| Guido Callegari                                          |                                                   | Partito Socialista Italiano                       |                                                   | PSI-PCI-DC-Ind.                                   | 19 ottobre 1947                                   | 1951                                              |
| Giuseppe Morici                                          |                                                   | Democrazia Cristiana                              |                                                   | DC                                                | 1951                                              | 1956                                              |
| Francesco Cuoghi                                         |                                                   | Democrazia Cristiana                              |                                                   | DC                                                | 1956                                              | 1960                                              |
| Renzo Sola                                               |                                                   | Democrazia Cristiana                              |                                                   | DC-PSDI                                           | 1960                                              | 1964                                              |
| Renzo Sola                                               |                                                   | Democrazia Cristiana                              | DC-PSDI (1964-1967)                               | 1964                                              | 1970                                              |                                                   |
| Renzo Sola                                               | DC-PSU (1967-1969)                                | Democrazia Cristiana                              |                                                   | 1964                                              | 1970                                              |                                                   |
| Renzo Sola                                               | DC (1969-1970)                                    | Democrazia Cristiana                              |                                                   | 1964                                              | 1970                                              |                                                   |
| Egidio Mascalco poi Milo Tafantini commissari prefettizi | -                                                 | -                                                 | -                                                 | -                                                 | 9 aprile 1970                                     | 21 settembre 1970                                 |
| Renzo Sola                                               |                                                   | Democrazia Cristiana                              |                                                   | DC-PSI                                            | 21 settembre 1970                                 | 1973                                              |
| Giuseppe Leonardi                                        |                                                   | Democrazia Cristiana                              | 1973                                              | DC-PSI                                            | 1975                                              |                                                   |
| Roberto Giovani                                          |                                                   | Partito Comunista Italiano                        |                                                   | PCI-PSI                                           | 1975                                              | 1980                                              |
| Egidio Pagani                                            |                                                   | Partito Comunista Italiano                        |                                                   | PCI                                               | 1980                                              | 1985                                              |
| Egidio Pagani                                            |                                                   | Partito Comunista Italiano                        | PCI-Ind. di sx.                                   | 16 luglio 1985                                    | 28 giugno 1990                                    |                                                   |
| Egidio Pagani                                            |                                                   | Partito Comunista Italiano                        | PCI-PSDI                                          | 6 luglio 1990                                     | 24 aprile 1995                                    |                                                   |
| Sindaci eletti direttamente dai cittadini (dal 1995)     |                                                   |                                                   |                                                   |                                                   |                                                   |                                                   |
| Nominativo                                               | Partito                                           | Partito                                           | Coalizione                                        | Coalizione                                        | Mandato                                           | Mandato                                           |
| Nominativo                                               | Partito                                           | Partito                                           | Coalizione                                        | Coalizione                                        | Inizio                                            | Fine                                              |
| Egidio Pagani                                            |                                                   | Partito Democratico della Sinistra                |                                                   | DS-PRC-LN                                         | 24 aprile 1995                                    | 14 giugno 1999                                    |
| Egidio Pagani                                            |                                                   | Democratici di Sinistra                           |                                                   | DS-PRC-PdCI                                       | 15 giugno 1999                                    | 14 giugno 2004                                    |
| Claudio Pistoni                                          |                                                   | Democratici di Sinistra                           |                                                   | DS-DL-PRC-PdCI                                    | 14 giugno 2004                                    | 8 giugno 2009                                     |
| Claudio Pistoni                                          |                                                   | Partito Democratico                               |                                                   | PD-IdV-lista civica                               | 9 giugno 2009                                     | 10 maggio 2014                                    |
| Carmen Castaldo (comm. pref.)                            | -                                                 | -                                                 | -                                                 | -                                                 | 10 maggio 2014                                    | 10 giugno 2014                                    |
| Francesco Tosi                                           |                                                   | Partito Democratico                               |                                                   | PD                                                | 11 giugno 2014                                    | 12 giugno 2019                                    |
| Francesco Tosi                                           |                                                   | Partito Democratico                               | PD-lista civica                                   | 12 giugno 2019                                    | 10 giugno 2024                                    |                                                   |
| Marco Biagini                                            |                                                   | Partito Democratico                               |                                                   | PD-liste civiche                                  | 10 giugno 2024                                    | in carica                                         |